# Nishimura Yohei
Yohei Nishimura (西村 洋平 Nishimura Yōhei, sinh ngày 1 tháng 6 năm 1993) là một cầu thủ bóng đá người Nhật Bản thi đấu cho Fujieda MYFC.

## Sự nghiệp
Yohei Nishimura gia nhập câu lạc bộ J3 League Tochigi SC năm 2016.